# Vigna firmula
Vigna firmula là một loài thực vật có hoa trong họ Đậu. Loài này được (Hassl.) Marechal & al. miêu tả khoa học đầu tiên.